# Klokan pruhovaný
Klokan pruhovaný (Lagorchestes conspicillatus) je nevelký vačnatec z čeledi klokanovití, jeden ze dvou žijících zástupců rodu Lagorchestes.

## Systematika a rozšíření
Druh popsal John Gould v roce 1842 jako Lagorchestes conspicillata. Gouldův popis společně s ilustrací tohoto klokana vyšel ve 2. svazku The Mammals of Australia. Rozlišují se 2 poddruhy:
- Lagorchestes conspicillatus conspicillatus Gould, 1842 – vyskytuje se pouze na Barrowově ostrově u břehů západní Austrálie.[4] Kdysi byl rozšířen i po několika dalších ostrovech Montebellova souostroví, (Hermiteovy ostrovy, Trimouille) avšak tam již vyhynul někdy mezi lety 1912–1950 následkem predace kočkami.[5]
- Lagorchestes conspicillatus leichardti Gould 1853 – původní areál výskytu tohoto poddruhu zahrnoval kolem poloviny Austrálie, avšak dnes je populace poddruhu roztříštěna do kapsovitých populací v Západní Austrálii a severní Austrálii (mj. Severní teritoria, Queensland). V místech výskytu je poměrně běžný.[4] V roce 1997 byl poprvé zaznamenán ve středojižní části Nové Guineje.[6]

## Popis

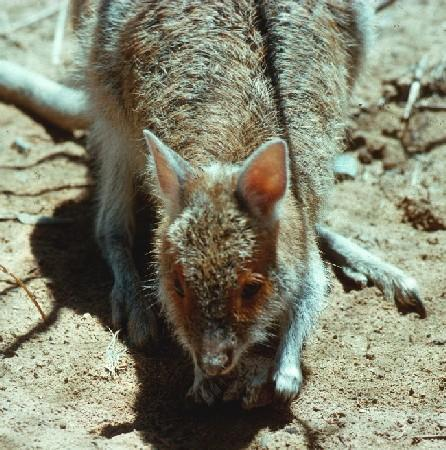
Klokan pruhovaným detail halvy a hřbetu

Tento nevelký klokan dosahuje délky těla (torzo + hlava) kolem 40–47 cm, ocas je dlouhý 37–49 cm. Váží 1,6–4,5 kg. Tělo je podsaditého tvaru, krk krátký. Kolem očí se nachází nápadné červenohnědé tenké kroužky. Svrchní strana těla je jinak hnědá, spodina bílá, stehna mají bílé pruhy. Nevýrazně osrstění ke konci ocasu tmavne. Dlouhé zadní nohy postrádají první prst, druhý a třetí jsou srostlé a zakončené dvojitým drápem, čtvrtý prst je mnohem delší než ostatní.

## Biologie

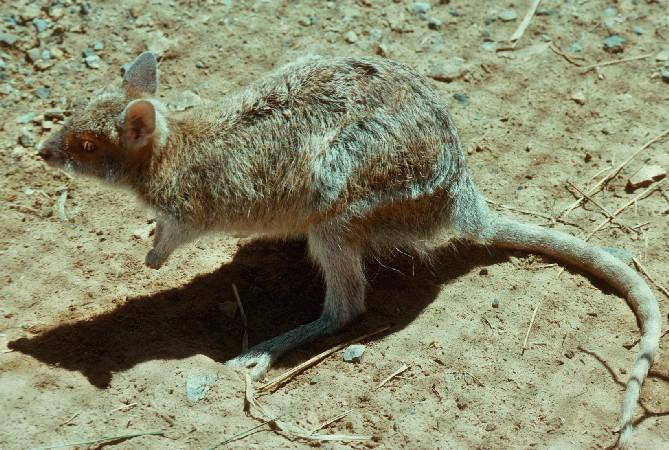
Klokan pruhovaný

Habitat subsp. conspicillatus tvoří travnaté porosty s rostlinami rodu Triodia. Poddruh leichardti obývá řadu různých biotopů od otevřených lesů přes křoviny po travnaté oblasti. Jedná se převážně o samotářský druh, avšak během krmení se může vyskytovat i v menších skupinkách do 3 jedinců. Jedná se o nočního živočicha, domovské okrsky dosahují velikosti 9–10 hektarů.
Subsp. conspicillatus tráví dny hlavně v tunelech mezi trsy trav rodu Triodia, kde se teplota drží pod 30 °C. Rostliny z tohoto rodu tvoří klíčovou součást potravy subsp. conspicillatus. Klokan pruhovaný nepije a veškerou potravu získává z potravy. Hlasově se projevuje hlasitým zasyčením nebo měkkými klikacími zvuky, které vydává samec v době říje v přítomnosti samice, nebo samice při komunikaci s mládětem ve vaku.
Rozmnožuje se celoročně, i když na Barrowově ostrově vrcholí doba rozmnožování v březnu a září. Mláďata tráví ve vaku kolem 5 měsíců. Pohlavní dospělosti dosahuje kolem 1 roku.

## Ohrožení a ochrana
Subsp. conspicillatus může být ohrožen introdukovanými predátory. Pevninský poddruh leichardti je ohrožen řadou faktorů jako jsou introdukovaní predátoři (hlavně lišky, možná i kočky), kompetice o pastviny s dobytkem, se suchem spojený úbytek vhodných vegetačních skrýší, a změnami v managementu požárů. Mezinárodní svaz ochrany přírody předpokládá, že početnost druhu klesá, avšak ne natolik rychle, aby byl druhu hodnocen jinak než málo dotčený. Klokan pruhovaný se ze změnami, které do australské divočiny přinesl člověk, vyrovnal lépe než jeho 3 soukmenovci z rodu Lagorchestes, z nichž jsou dva zástupci vyhynulí a jeden (klokan kosmatý) zástupce má populaci soustředěnou na velmi malé ploše.